# Jasuo Fukuda
Jasuo Fukuda (japonsky: 福田 康夫 Fukuda Jasuo; 16. července 1936, Takasaki) je japonský politik a bývalý 91. předseda vlády. Do čela Liberální demokratické strany (LDS) byl zvolen 23. září 2007. V minulosti již po tři roky zastával úřad hlavního tajemníka vlády (za vlád Jošira Moriho a Džun'ičiró Koizumiho). Svoji rezignaci na post předsedy vlády oznámil 6. září 2008.

## Životopis
Jasuo Fukuda je nejstarším synem Takea Fukudy, jenž vedl japonskou vládu v letech 1976–1978. V roce 1959 promoval na Univerzitě Waseda. Poté byl zaměstnán v naftařské společnosti Maruzen Petroleum. V letech 1962 až 1964 pracovně pobýval ve Spojených státech.

## Politická dráha
V letech 1976 až 1978, kdy byl jeho otec předsedou vlády, vstoupil Jasuo Fukuda do politiky. V roce 1990 úspěšně kandidoval do Poslanecké sněmovny. V roce 1997 byl zvolen místopředsedou LDS a od roku 2000 působil jako hlavní tajemník vlády. Rezignoval v roce 2004, kdy musela vláda čelit ostré kritice z důvodu skandálu týkajícího se důchodové soustavy. Svůj post v dolní sněmovně si nicméně uchoval.
Jasuo Fukuda se hodlá zasadit o zlepšení vztahů s ČLR a KLDR. Ve svém úřadu rovněž nemíní navštěvovat svatyni Jasukuni, která je v zahraničí často spojována s japonským militarismem a nacionalismem.